# Lophochernes hansenii
Lophochernes hansenii är en spindeldjursart som först beskrevs av Tord Tamerlan Teodor Thorell 1889.  Lophochernes hansenii ingår i släktet Lophochernes och familjen tvåögonklokrypare. Inga underarter finns listade i Catalogue of Life.